# 五十嵐由佳
五十嵐 由佳（いがらし ゆか、7月15日 - ）は、日本の女性声優。東京俳優生活協同組合所属。千葉県出身。

## 来歴
2005年から東京俳優生活協同組合所属。

## 人物
声種はメゾソプラノ。
趣味・スポーツはイラスト、雑貨屋巡り、ものまね、食品サンプル作り
免許・資格は原付免許、ワープロ検定1級。

## 出演

### テレビアニメ
- SHUFFLE!（2005年、女の子）
- 金色のコルダ〜primo passo〜（2006年 - 2007年、普通科女子、女の子A） - 2シリーズ
- 金田一少年の事件簿R（2014年、絵波ゆりか）

### 劇場アニメ
- 白いファンタジア（2007年、クラスメイト）

### OVA
- FREEDOM（2006年、子供達）
- きグルみっく☆V3（2009年、みるく）

### ゲーム
2000年代
- エム 〜エンチャントアーム〜（2006年）
- 江戸川乱歩の怪人二十面相DS（2008年、小林芳雄）

2010年代
- ましろ色シンフォニー *mutsu-no-hana（2011年）
- ファイアーエムブレムif（2015年、オロチ、ララ）
- ブレイブソード×ブレイズソウル（2015年）
- モンスターハンタークロス（2015年、ベルナ村 村人）
- 逆転裁判6（2016年）
- 式神物語〜中二病JK、世界を救う〜（2016年、御神子鈴音）
- ファイティングEXレイヤー（2018年、訃、ほくと）
- クイズRPG 魔法使いと黒猫のウィズ（2019年、サネー・ウェスト）

2020年代
- ファイアーエムブレム ヒーローズ（2021年 - 2023年、オロチ）
- モンスターストライク（2022年、ギスイッカ、メデタイッカ）
- 信長の野望 覇道（2022年、早川殿）
- キュービックスターズ（2023年、ギスイッカ）

### 吹き替え
- レスキュー・ミー NYの英雄たち（コナー）

### テレビ番組
- エレファントJoyToy
- キング・サブ（ナレーション）
- ステキ＋Life ステキ♪キッチン
- スポーツ シンフォニー
- 第4回ジョッキーベイビーズ特番
- ニュースのキホン（キャシー）
- リトル・チャロ（全話OPナレーション）
- ハピはぴ・モーニング〜ハピモ〜（千葉テレビ放送、火・木曜日ハピボイスの「いがちゃん」）
  - ハピモSP Info cute（ハピボイス）
  - CLOCK15（「Info cute」のハピボイス）
  - Oh! しゃべりーの（「Info cute」のハピボイス）
- フレンチ・キスのキス旅
- L4 YOU!(L4セレクション)

### テレビドラマ
- HERO（2014年、ドラマ内通販CM吹替）

### 映画
- HERO（2015年、ドラマ内通販CM吹替）

### 舞台
- 骨髄移植推進キャンペーンミュージカル「明日への扉」

### その他コンテンツ
- 進研ゼミ教材「チャレンジタッチ」（ニャッチ）